# Coleophora amellivora
Coleophora amellivora é uma espécie de mariposa do gênero Coleophora pertencente à família Coleophoridae.